# Tiziano Granata
Tiziano Granata (14 febbraio 1978 – Piraino, 28 febbraio 2018) è stato un poliziotto italiano.
Nel maggio 2016 sventò un attentato a Giuseppe Antoci assieme ai colleghi Daniele Manganaro, Sebastiano Proto e Salvatore Santostefano, salvandoli la vita. Nel giugno 2016 furono premiati dal Ministro dell'Interno Angelino Alfano, per poi essere promossi nel giugno 2020 dal capo della Polizia Franco Gabrielli ed infine decorati nel febbraio 2024 con la concessione della Medaglia d’oro al valor civile dal Presidente della Repubblica Sergio Mattarella.

## Morte ed indagini
Il poliziotto viene trovato morto la mattina del 1º marzo 2018 nella sua abitazione. Il decesso risalirebbe già alla sera prima ed in un primo momento si parla di morte per cause naturali. Secondo i risultati dell'autopsia, resi noti qualche giorno dopo, sarebbe morto per un arresto cardiaco. Lo stesso 1º marzo 2018 viene aperta un'indagine dalla Procura di Patti. Il giorno dopo Granata muore anche il suo collega sovrintendente Calogero Emilio Todaro. Entrambi indagavano su macellazione clandestina e agromafie. La compagna di Granata viene ascoltata tempo dopo dalla Commissione antimafia.
(Lorena Ricciardello, compagna di Granata)
Nel 2020 viene reso noto attraverso il libro I viceré delle agromafie - storia di sbrirri, bovini, malarazza, antimafia e mascariamenti di Luciano Armeli Iapichino che Granata stesse indagando sulla latitanza del boss Matteo Messina Denaro.